# Деца лоших музичара
Деца лоших музичара, скраћено ДЛМ, српска је музичка група из Београда.

## Историја
Група је настала 1988. године. Победила је на последњем издању суботичког фестивала Омладина, које је одржано 1990. године. Тада се представила песмом Доживотно осуђен на љубав, која је и објављена на компилацији музике с тог издања фестивала.
ДЛМ су у првој половини 1990-их били део сцене која је носила назив Брзи бендови Србије. За потребе новогодишње ТВ емисије Два сата квалитетног ТВ програма, која је премијерно емитована 31. децембра 1994. на Трећем каналу РТС-а, снимили су обраду песме Да ми је бити морски пас из репертоара сплитског састава Метак. Компоновали су и музику за две позоришне представе: Вирус и Краљевић Марко (1998).
Александар Сиљановски Сиља био је певач групе је од њеног оснивања до фебруара 2006. године. Певачке дужности је потом преузео глумац Иван Јевтовић, који се у групи задржао до марта 2015. године. Дана 2. маја 2015. године, на концерту у новосадском Културном центру Утопија, група је по први пут наступила са Ненадом Петровићем у улози певача.

## Чланови

### Садашњи
- Зоран Миливојевић Микац — бубањ
- Зоран Живковић Жика — бас-гитара
- Ненад Петровић — вокал
- Лазар Илић — гитара
- Борислав Величковић — труба

### Бивши
- Јова Јовић — гитара
- Александар Сиљановски Сиља — вокал
- Ђорђе Анђелић Кића — труба
- Иван Благојевић Ушке — труба
- Владан Миљковић Миље — саксофон
- Душан Петровић — саксофон [а]
- Михајло Богосављевић [б] — тромбон
- Горан Ђорђевић — гитара
- Иван Јевтовић — вокал
- Бранко Тријић — гитара
- Макс Кочетов — саксофон
- Кристијан Млачак — саксофон
- Предраг Стојковић — гитара
- Иван Теофиловић — саксофон

## Дискографија

### Студијски албуми
- Добардан! [в] (1992)
- Пролећни дан (1995)
- Вирус (1998)
- ... Где цвета Самсунг жут (2005)
- Устани, Слај Стоуне, Србија те зове (2025)

### Учешћа на компилацијама
- Омладина Суботица ’90. (30 година) (1990) — песма Доживотно осуђен на љубав
- (1994) —  песма Добардан!
- (1995) — песме Добардан! и Владе Дивац
- Ово је земља за нас...?!? (Радио Boom93, 1992—1997) (1997) — песма
- Нас слушају сви, ми не слушамо никога! (1997) — песме Добардан! (акустична верзија) и Ви што маштате о срећи (са Рамбом Амадеусом)
- Рок нон стоп (1997) — песма Владе Дивац
- Држ’те јих! То нисо Нијет!!! (1998) —  песма Заставе
- Компилација: Метрополис вол. 1 (2002) —  песма Дезодоранс
- Компилација: Метрополис вол. 2 (2002) —  песма Љубав
- Грување деведесете уживо (2009) — песма Владе Дивац
- (2014) — песме Диско клуб и Балада о Ћутану Јечменици
- Фестивал Омладина Суботица (60 година) (2023) — песма Доживотно осуђен на љубав

## Учешћа на фестивалима
- 1990 — Фестивал Омладина, Суботица, с песмом Доживотно осуђен на љубав (прво место)